# 2017年の台湾
2017年の台湾（2017ねんのたいわん）では、2017年（民国106年）の台湾（中華民国）に関する出来事について記述する。

## 国家元首等
- 総統
  - 第14代:  蔡英文 （2016年5月20日 - ）、民主進歩党主席。
- 副総統
  - 第14代: 陳建仁 （2016年5月20日 - ）
- 行政院長
  - 第28代: 林全 （2016年5月20日 - 2017年9月7日[1]）
  - 第29代:  頼清徳 （2017年9月8日[2] - 2019年1月11日）、民主進歩党の党員。
- 行政院副院長
  - 第40代: 林錫耀（英語版、中国語版） （2016年5月20日 - 2017年9月7日[1]）、民主進歩党所属。
  - 第41代: 施俊吉 （2017年9月8日 - 2019年1月14日）
- 立法院長
  - 第11代: 蘇嘉全 （2016年2月1日 - ）、民主進歩党所属。
- 司法院院長
  - 第11代: 許宗力（英語版、中国語版） （2016年11月1日 - ）

## できごと

### 1月
- 1月1日
  - 台湾とカナダ間の「所得税二重課税回避及び脱税防止協定」が発効[3]。
  - 「駐ポーランド台北経済文化弁事処と駐台北ワルシャワ貿易弁事処による所得税二重課税回避及び脱税防止協定並びに議定書」が正式に適用開始[4]。
- 1月2日 - 中国大陸に対して中華民国総統官邸へのミサイル攻撃を促す投稿がFacebookでされた[5]。
- 1月3日 - 台北市で「日本台湾交流協会」の看板除幕式が行われた[6]。
- 1月5日 - 国史館が蔣介石に関する資料5万件をインターネット上で公開[7][8]。
- 1月7日
  - 蔡英文が、中央アメリカの4か国（ホンジュラス、ニカラグア、グアテマラ、エルサルバドル）歴訪に向けて、台湾桃園国際空港を出発[9]。
  - 蔡英文がアメリカ合衆国のヒューストンに到着し、共和党の下院議員ブレイク・ファレンソールドの出迎えを受けた後、米国各地の台湾系住民500人以上と交流した[10]。
  - 国立台湾海洋大学が卒業式を開催[11]。
- 1月9日
  - ホンジュラスで蔡英文が、ホンジュラス大統領のフアン・オルランド・エルナンデスと会談[12]。
  - ニカラグアの首都マナグアで蔡英文が、ニカラグア大統領のダニエル・オルテガと会談[13]。
- 1月11日
  - 蔡英文とグアテマラ大統領のジミー・モラレスが互いに勲章を授与[14]。
  - 脱原発を実現するための電気事業法改正案が立法院（国会）の本会議で、可決・成立[15]。
- 1月12日 - 蔡英文がグアテマラの国会で演説[16]。
- 1月13日
  - 白色テロを扱ったホラーアドベンチャーゲーム『返校』が発売[17]。
  - 蔡英文がエルサルバドル共和国を訪問し、大統領のサルバドール・サンチェス・セレンと会見[18]。
- 1月14日 - 台北市の陽明山で「2017陽明山ウルトラマラソン大会」が行われた[19]。
- 1月15日
  - 蔡英文が中央アメリカ歴訪から帰国[20]。
  - 苗栗県公館郷の幹線道路を縦横無尽に闊歩していたブタを捕獲して、養豚場に戻した[21]。
- 1月17日 - 高雄市でアルビレックス新潟がキャンプ開始[22]。
- 1月18日 - 就役して71年のアメリカ合衆国製潜水艦「海豹号」を報道陣に公開[23]。
- 1月26日
  - アルビレックス新潟が高雄市でのキャンプを終了[24]。
  - ドメスティックバイオレンスと不倫の疑惑のため、台北市議会議員の童仲彦（中国語版）が民主進歩党からの脱党を表明[25]。
- 1月27日 - 蔡英文が日本語と英語で新年の挨拶をtwitterに投稿[26][27][28]。

### 2月
- 2月2日
  - 桃園機場捷運がプレ開業[29][30]。
  - 五木ひろしが台北市でPR記者会見[31]。
  - 花蓮県で、高病原性鳥インフルエンザウイルス「H5N6型」に感染したガチョウのヒナの死骸が発見された[32]。
- 2月3日
  - 元総統の李登輝が台北市内の病院に入院[33]。
  - 行政院が閣僚4人を交代する改造名簿を発表[34]。
- 2月4日 - 台北市の西門町一帯で台北ランタンフェスティバル（中国語版）が開幕[35]。
- 2月6日 - 台南市でシチメンチョウ3000羽が、高病原性鳥インフルエンザウイルス「H5N6型」に感染し、死亡[36]。
- 2月7日 - 雲林県の北港会場で、2017年台湾ランタンフェスティバル（英語版、中国語版）が開幕[37]。
- 2月9日
  - 元総統の李登輝が台北市内の病院から退院[33]。
  - 2016年の訪台客数が過去最高を記録した事に関して、蔡英文が感謝の言葉を9言語でtwitter上に投稿[38][39]。
- 2月10日 - 台中市が日本の三重県と国際交流促進覚書を締結[40]。
- 2月11日
  - 午前1時12分頃、台南市の近海を震源とするマグニチュード5.6の地震が発生[41]。
  - 雲林県で、2017年台湾ランタンフェスティバルが正式に開幕[42]。
- 2月13日 - 国道5号の南港ジャンクションで、乗客乗員44人を乗せた観光バスが横転事故[43][44]。
- 2月14日 - 合宿中のワールド・ベースボール・クラシック台湾代表が、ブリスベン・バンディッツと強化試合[45]。
- 2月16日 - 桃園メトロ空港線（桃園国際機場捷運）で、一般客の試乗が開始[46]。
- 2月17日 - 交通部観光局が、台湾ランタンフェスティバル（台湾灯会）の開催地について、2018年は嘉義県、2019年は屏東県と発表[47]。
- 2月19日
  - 台北市内でT.M.Revolution西川貴教が単独ライブを開催[48]。
  - 2017年台湾ランタンフェスティバルが閉幕[42]。
- 2月20日 - 嘉義市で中京大学硬式野球部が国立嘉義大学硬式野球部と親善試合[49]。
- 2月25日 - 桃園メトロ空港線（桃園国際機場捷運）の長庚医院駅で大規模な雨漏りが発生[50]。
- 2月27日 - 鳥インフルエンザ（H7N9型）に感染した中華民国（台湾）籍の男性が死亡[51]。

### 3月
- 3月1日 - 基隆市に「灯台文物館」が開館[52]。
- 3月2日 - 桃園機場捷運が正式開業[53][54]。
- 3月3日 - 台南市で「2017台湾国際蘭展」が開幕[55]。
- 3月5日 - 新北市で、台湾留学中の日本人学生などの団体が、台湾の人々からの東日本大震災時の支援に感謝するイベントを開催[56]。
- 3月7日 - 三上悠亜が、台北市の宿泊施設などで一日店長を務めた[57]。
- 3月10日 - 台北市で、モーニング娘。'17のメンバー5人が、野外握手会を開催[58]。
- 3月13日 - 台南市で開かれていた「2017台湾国際蘭展」が閉幕[59]。
- 3月14日 - 台北地検が、前総統の馬英九を起訴[60]。
- 3月15日 - 台北市で2017年世界ジュニアフィギュアスケート選手権が開幕。
- 3月16日 - 台北市で「台北国際春季旅展」が開幕[61]。
- 3月17日 - 桃園市の坑口駅で、列車の全自動高速運転を行う無線システムに異常が発生し、台北へ向かう列車の一部が最大15分程度遅れた[62]。
- 3月18日 - 2017年世界ジュニアフィギュアスケート選手権が終了。
- 3月20日 - 第1回「総統府原住民族歴史正義および移行期の正義委員会」が開催されたが、伝統領域の対応について意見が割れた[63]。
- 3月22日 - 台北市で「台北サイクルショー」（2017年台北国際自行車展）が開幕[64]。
- 3月23日 - 行政院会議で「将来を見据えたインフラ建設計画」（前瞻基礎建設計画）を決定した[65]。
- 3月25日 - 日本の総務副大臣の赤間二郎が台湾を訪問し、台北市で日本台湾交流協会主催のイベントの開幕式に出席した[66]。
- 3月26日 - 台北市でピコ太郎が単独ライブ「ピコ太郎 PPAPPTTW」を開催[67]。
- 3月29日 - 台北中心部の大安森林公園でメイデイが結成20周年紀念ライブを開催[68]。
- 3月30日 - 高雄市で台湾国際造船がインドネシアの業者らと協力覚書を交わした[69]。
- 3月31日
  - 2014年3月18日に立法院を占拠したヒマワリ学生運動の22人に対して、台湾台北地方法院が無罪判決[70]。
  - 台北市で元副総統の李元簇の追悼会が開催され、陳水扁を除く存命の歴代総統・副総統が全て出席した[71]。

### 4月
- 4月1日 - アメリカ合衆国通商代表部の台湾に対する市場開放要求に対して、総統府が「食品の安全と農業従事者の権益を守ることを前提として、国際的な経済貿易の話し合いに加わる」という立場を示した[72]。
- 4月3日 - 台湾桃園国際空港第1ターミナルで、変造パスポートを使って入境しようとした60代の韓国人女性が拘束された[73]。
- 4月4日 - 12時45分台中空港発香港国際空港行き航空機で乗務予定だった機長から基準値を超えるアルコールが検出された[74]。
- 4月5日 - 経済部水利署が、嘉義・台南地区で夜間減圧給水の実施に踏み切った[75]。
- 4月6日 - 国境なき記者団が「アジア1カ所目の事務局を台北に設置する」と発表[76]。
- 4月7日 - 17時すぎに嘉義県の布袋港沖でフェリーが座礁したが、乗客・乗員計346人の全員が救助された[77]。
- 4月9日 - 亜東関係協会と日本台湾交流協会が、東京都で海洋協力対話の漁業協力ワーキンググループを開催[78]。
- 4月11日 - 中国大陸に拘束された民主進歩党元職員の即時釈放を求める案が立法院を通過[79]。
- 4月12日 - 衛生福利部食品薬物管理署が、2016年の輸入食品の検査統計を発表[80]。
- 4月13日 - 16時32分頃、蘭嶼空港で徳安航空の台東発、蘭嶼行き7511便が、着陸時に滑走路からはみ出す事故があり、3人が軽いけがをした[81]。
- 4月16日 - 台南市烏山頭ダムに設置されている八田與一の銅像が壊されているのが発見された[82]。
- 4月19日
  - 立法院「外交および国防委員会」で、外交部の部長が「亜東関係協会」の名称を1カ月以内に「台湾日本関係協会」に変更する方針を表明[83]。
  - 台湾に政治的保護を求めていた中華人民共和国籍の民主活動家について、行政院の大陸委員会が「長期滞在は認められない」と発表[84]。
  - 台北市で「クリエイティブエキスポ台湾」（台湾文博会）が開幕[85]。
  - 新北市金山にヘラサギが飛来[86]。
- 4月20日 - 「外国専門人材誘致及び雇用法」の草案を行政院の院会で決定[87]。
- 4月21日 - 衛生福利部食品薬物管理署が「食用のニワトリの卵から基準の約2.1倍のダイオキシンが検出された」と発表[88]。
- 4月22日 - 台北市の陽明山で、公園付近の蔣介石の銅像の頭部が切断され、赤いペンキをかけられ、台座に「228元凶」「殺人魔」などと黒いペンキで書かれていたのが発見された[89]。
- 4月26日 - 台南市で壊された八田與一の銅像の修復が完了[90]。
- 4月27日 - 食用卵から基準値を超えるダイオキシンが検出された問題で、彰化県農業処が「ニワトリ約4万2000羽を焼却処分する」と発表[91]。
- 4月28日 - 主計処は1-3月期国内総生産(速報値)が前年比2.56％増と発表した[92]。
- 4月29日
  - 台北市で、中国国民党の主席選挙の政見発表会[93]。
  - 台南市で、鄭成功の台湾上陸356周年を祝うパレード[94]。
  - 台湾電力が工事を行っていた際に地下水が染み出て、台北市中心部の交差点の道路の一部が最大11.3センチメートル陥没[95]。
- 4月30日 - バドミントンのアジア選手権で、台湾の戴資穎が優勝[96]。

### 5月
- 5月1日
  - 総統府前の凱達格蘭大道などで労働者団体がデモ行進[97]。
  - 台北市の衡山指揮所で、中華人民共和国の台湾侵攻を想定した兵棋演習が始まった[98]。
- 5月3日 - 台北市議会が、福島・茨城・栃木・千葉・群馬の5県産食品の市内での販売を禁止する条例改正案を可決[99]。
- 5月7日 - 台南市で、修復が完了した八田與一の銅像の除幕式[90]。
- 5月8日
  - 台南市の烏山頭ダムで、八田與一を追悼する慰霊祭[100]。
  - 世界保健機関の年次総会(WHA)の招待状が届かないまま、オンライン登録締め切り[101]。
- 5月9日 - 法務部調査局国家安全維護処が、国家安全法違反の疑いで、中華民国陸軍馬祖防衛指揮部副指揮官の自宅を家宅捜索し、高雄市調査処で本人の取り調べを行った[102]。
- 5月10日
  - 世界保健機関の年次総会(WHA)への台湾の出席可否について、国務院台湾事務弁公室の報道官が「今年参加できない責任は完全に民進党当局にある」と述べた[103]。
  - 台湾高速鉄道の回送列車が線路を間違えるトラブルが発生[104]。
- 5月11日 - 行政院大陸委員会の副主任委員兼報道官が「世界保健機関の技術会議への参加申請の半数以上が中国大陸の技術的な阻害により認められていなかった」と明かした[105]。
- 5月12日 - 国際連合ジュネーブ事務局が中央通訊社による世界保健機関総会の取材を拒否[106]。
- 5月13日 - アメリカ合衆国から購入したオリバー・ハザード・ペリー級ミサイルフリゲート2隻が高雄市に到着[107]。
- 5月14日 - 高雄市の高雄物産館で直径2メートルのケーキが来館者に提供された[108]。
- 5月15日 - バチカンで、法務部調査局洗銭防制処とローマ教皇庁の聖座財務情報監視局の代表が、マネーロンダリングやテロ資金供与防止に関する協力覚書に署名[109]。
- 5月16日
  - 台東県の近海を震源とするマグニチュード5.7の地震が発生[110]。
  - 日本台湾交流協会台北事務所長の沼田幹男が「台湾がオブザーバーとして世界保健機関総会に参加することを支持する」と表明[111]。
- 5月17日 - 「亜東関係協会」から改称した「台湾日本関係協会」の看板除幕式[112]。
- 5月18日 - 総統府が招集した司法改革国是会議において、姦通罪の廃止を目指す決議案が全員一致で採択された[113]。
- 5月19日 - 衛生福利部長が訪問団を率いてジュネーブに向けて出発[114]。
- 5月20日 - 中国国民党主席選挙の結果、呉敦義が過半数を獲得して当選[115]。
- 5月24日
  - デルタ航空がこの日の便を最後に台湾市場から撤退[116]。
  - 司法院大法官会議が「現行の法令が同性婚を保障していないのは違憲」と判断[117]。それに対し、賛成派市民団体が喜んだ一方で、反対派市民団体は国民投票のための署名運動を実施すると発表[118]。
  - 21時10分頃に嘉義県中埔郷を震源とするマグニチュード5.0の地震が発生[119]。
- 5月25日 - 国際獣疫事務局が台湾本島と澎湖、馬祖を口蹄疫の「ワクチン接種清浄地域」に正式に認定[120]。
- 5月27日 - 衛生福利部長がジュネーブから帰国[121]。
- 5月28日 - 台北市の逸仙小学校前に設置されていた狛犬を破壊したとして元台北市議の男ら2人を逮捕。元市議は4月16日に八田與一像の頭部を切断した疑いで送検されている[122]。
- 5月30日 - 台北市の逸仙小学校前に設置された狛犬が再び破壊された[123]。
- 5月31日 - 桃園市内で開かれた座談会の晩餐会で、行政院長の林全が「新南向政策は中国大陸と対立するものではなく、（同地域との）経済協力を放棄するものでもない」と述べた[124]。

### 6月
- 6月3日 - 2015年に中華民国国旗を損壊し国旗侮辱罪の容疑で起訴されていた男女3人の控訴審で、台湾新北地方法院が無罪判決[125]。
- 6月4日 - 蔡英文のフェイスブックで、中華人民共和国政府がより開放的な態度で六四天安門事件に向き合うよう呼びかけた[126]。
- 6月6日 - 台北市内の小学校前に設置されているこま犬の石像を破壊した事件で、士林地方法院検察署が犯行を認めた4人を器物損壊罪で起訴[127]。
- 6月10日 - 「天空からの招待状（中国語版、英語版）」の監督チー・ポーリン（中国語版、英語版）が搭乗していたヘリコプターが花蓮県の山中に墜落し、搭乗していた3人全員が死亡[128]。
- 6月13日 - 外交部がパナマとの国交断絶を発表[129]。
- 6月14日 - 外交部は、中国大陸によるアラブ首長国連邦への圧力が原因で、ドバイにある在外公館の名称が「中華民国駐アラブ首長国連邦ドバイ商務弁事処」から「台北商務弁事処」に変更されたと発表[130]。
- 6月15日 - 台中市の豊原高校で日本人ティーチングアシスタントによる公開授業が行われた[131]。
- 6月16日 - 龍山寺が境内に設置している香炉を3基から1基に集約[132]。
- 6月18日 - 衛生福利部食品薬物管理署が、アメリカ合衆国産の遺伝子組み換えジャガイモの輸入許可申請を受け取ったと発表[133]。
- 6月19日 - 天弓2型地対空ミサイルを標的として発射し、地対空誘導弾パトリオットで迎撃する試験に成功[134]。
- 6月22日 - 桃園市で銃撃事件が発生し、4人が死亡[135]。
- 6月23日 - 全国放送の客家語ラジオ局「講客広播電台」が正式に開局[136]。
- 6月24日 - 台南市が日本の富士宮市と友好交流関係樹立に関する協定を結んだ[137]。
- 6月25日 - 台北市で、セメント業者の採掘行為に反対するデモ行進[138]。
- 6月26日 - 台湾台南地方法院検察署が、八田與一の銅像を破壊した元市議ら2名を器物損壊の罪で起訴[139]。
- 6月27日 - 立法院院会で、公務員の退職金などについて定めた法案が成立[140]。
- 6月28日 - 桃園市の陸軍司令部で、攻撃ヘリコプター「アパッチ」の作戦部隊結成セレモニーが開催[141]。
- 6月29日 - 台湾のサイバー戦能力向上を目指す「国防部参謀本部資通電軍指揮部」が正式に発足[142]。
- 6月30日 - ナイジェリアの武装警察が首都アブジャに滞在する台湾出先機関の職員を強制排除し、建物を封鎖。ナイジェリアは1月に台湾対して出先機関の首都からの移転、名称変更、人員削減などを要求している[143]。

### 7月
- 7月3日 - 国家教育研究院が、高校の社会科で、中国史を東アジア史に組み込むことなどを盛り込んだ新学習指導要領の草案を公表[144]。
- 7月5日 - 両棲偵捜大隊の隊員資格の総合試験が行われた[145]。
- 7月6日 - 午前6時38分ごろトレーラーが鉄道高架の橋脚に接触して電気設備が損壊し、午前7時15分ごろまで桃園メトロ空港線全線で一時運転を見合わせた[146]。
- 7月10日 - 福井県美浜町の町長が、新北市石門区公所を訪れ、豪雨被害に対する義援金を贈呈[147]。
- 7月11日 - パラグアイの大統領のオラシオ・カルテスが台湾を訪問[148]。
- 7月14日 - 台北市の斎場で、チー・ポーリン（中国語版、英語版）の告別式[149]。
- 7月15日 - 台南市の路地に、高さ6メートルのカプセルトイがコンテナマーケットの目玉として設置された[150]。
- 7月16日 - 彰化県の埔塩郷立図書館で「2017国際芸術交流展」の開幕式[151]。
- 7月18日 - 正午ごろ台中市の飲食店でガス爆発が発生し、1人死亡、14人重軽症[152]。
- 7月19日 - 国立故宮博物院南部院区が、大阪市立東洋陶磁美術館から借り入れた有田の「染付柳鳥文皿」が破損したと発表[153][154]。
- 7月21日 - 台北市で台湾美食展（中国語版）が開幕[155]。
- 7月23日 - 屏東県の第三原子力発電所で、2号機の冷却ポンプ1台に異常があり、原子炉が自動停止[156]。
- 7月24日 - 台北市で開催されていた「台湾美食展」が閉幕[157]。
- 7月25日 - 台湾桃園国際空港第2ターミナル出国エリアで、サンリオキャラクターのハローキティとシナモロールとマイメロディが登場[158]。
- 7月26日 - 台東県で水族館「海洋夢想館」が開館[159]。
- 7月28日 - 台南市で野球のU12（12歳以下）ワールドカップ第1日が行われ、日本代表がチェコに13－0で5回コールド勝ち[160]、台湾はブラジルに10－0で勝利[161]。
- 7月29日 - 台風9号の影響で花蓮県にある和平火力発電所の送電鉄塔が倒壊[162]。
- 7月30日
  - 行政院大陸委員会は、台湾人民が中国大陸の旅券を取得・使用することに対して、容認しない政府の立場を表明[163]。
  - 台北市の教会で劉暁波の追悼会が開かれた[164]。
  - 客室乗務員500人以上が天災休暇の取得を申請したため、長栄航空の42便が欠航[165]。
- 7月31日 - 行政院の報道官が、今後2週間、13時から15時には冷房を切るよう各行政機関に求めると発表[166]。

### 8月
- 8月6日 - ディック・チェイニーが台湾を訪問[167]。
- 8月8日 - 蔡英文とディック・チェイニーが「ケタガランフォーラム：2017アジア太平洋の安全対話」に出席[168]。
- 8月15日
  - 中華統一促進党が日本台湾交流協会の台北事務所前で抗議活動[169]。
  - 16時51分に桃園市の火力発電所、大潭発電所の6基全てが不具合により運転停止し、広範囲におよぶ各地で停電が発生[170]。停電を受け、経済部部長の李世光（中国語版、英語版）が辞任[171]。
- 8月18日 - 総統府で男が刀で憲兵に斬りかかる事件が発生。憲兵1人が負傷し、男はその場で取り押さえられる。男は急進的統一派に属しており、刀は国軍歴史文物館に、「南京事件に用いられた刀」として展示されていたものを男が盗み出したものであった[172]。
- 8月19日
  - 台北市の台北陸上競技場で2017年夏季ユニバーシアードが開幕[173]。
  - 台北で開催された2017年夏季ユニバーシアード開会式で、蔡英文政権が進める年金制度改革に反対するデモ隊が出場選手の入場を妨害[174]。
- 8月20日 - 中国国民党の党大会で、呉敦義が主席に正式就任[175]。
- 8月24日 - 総統府で蔡英文が日本台湾交流協会理事長の谷崎泰明と面会[176]。
- 8月25日
  - 現地時間24日午前11時51分、初の純国産高解像度地球観測衛星「福衛5号」（フォルモサット5号）がアメリカ合衆国カリフォルニア州のヴァンデンバーグ空軍基地からファルコン9で打ち上げられた[177]。
  - 総統府で中華民国副総統の陳建仁が愛知県知事の大村秀章と会談[178]。
  - 機密漏洩罪などの疑いで起訴されていた馬英九に台北地裁が無罪判決[179]。
- 8月27日 - 新北市にある選手村の外で、民間団体「台湾連合国協進会」の青年団が、台湾の国連加盟への支持を求めるビラを配布[180]。
- 8月29日 - 2017年夏季ユニバーシアードに出場した日本代表選手が、選手村の隣にある林口社区運動公園で、自主的に清掃活動[181]。
- 8月30日 - 2017年夏季ユニバーシアードが閉幕[182]。
- 8月31日 - 大規模なインフラ整備計画の第1期特別予算案が立法院院会を通過[183]。

### 9月
- 9月7日 - 林全が行政院院会を開き、内閣総辞職[184]。
- 9月8日 - 頼清徳が就任宣誓を行い、新内閣が発足[185]。
- 9月9日 - 中部横貫公路の九曲洞付近で、落石事故が発生[186]。日本人男性が12日夜、搬送先の花蓮慈済医院で死亡[187]。
- 9月11日 - 高雄市岡山区の国道1号で、阿羅哈客運が運行する高雄発台北行きの高速バスがガードレールに衝突[188]。
- 9月14日（現地日付） - 曾仁和投手（シカゴ・カブス）がMLBデビュー。胡智為投手（4月24日、タンパベイ・レイズ）、林子偉内野手（6月24日、ボストン・レッドソックス）に続きこの年3人目で、過去最多（2人がデビューしたのは2005、2012、2013年と3度あった）。
- 9月17日 - 西日本新聞社の台北支局長がタクシーにはねられて死亡[189]。
- 9月18日 - 衛生福利部食品薬物管理署が、日本産牛肉の輸入を条件付きで解禁[190]。
- 9月20日 - 行政院大陸委員会が両岸交流30周年記念切手の発行を発表[191]。
- 9月22日 - 行政院の報道官が、朝鮮民主主義人民共和国との貿易を輸出入とも全面的に禁止すると発表[192]。
- 9月23日
  - 台北駅1階コンコースで「アジア太平洋文化の日」が開幕[193]。
  - 新北市で蔡焜燦氏を偲ぶ会[194]。
- 9月24日
  - 行政院長の頼清徳が李登輝の自宅を訪問[195]。
  - 台北市の圓山大飯店で民主進歩党の全国代表大会が開かれた[196]。
- 9月25日 - 海岸巡防署海洋巡防総局新竹海巡隊が桃園市永安沖約20カイリ（約37キロ）の地点で違法に操業していた中国大陸籍の漁船を拿捕[197]。
- 9月26日 - 行政院長の頼清徳が「私は台湾独立を主張する政治家」と立場を表明[198]。
- 9月27日
  - 嘉義県の基地で空軍第455聯隊が戦闘機F16の緊急発進などの訓練[199]。
  - 日本台湾交流協会会長の大橋光夫が総統府を訪問[200]。
- 9月29日 - 行政院長の頼清徳が慰安婦問題について日本側に謝罪を求めるよう台北駐日経済文化代表処の謝長廷代表に要請する考えを示した[201]。
- 9月30日 - 行政院大陸委員会が中国大陸に対し「政治力をもって両岸関係を妨害したり、台湾を圧迫したりすることは、いずれも双方を近づける手段ではない」とし中華民国と実務的に向き合い意思疎通を強化するよう書面で呼びかけた[202]

### 10月
- 10月1日 - 台湾全土7カ所で10月に観測された気温の最高記録を更新[203]。
- 10月3日 - 国防部長が「人民解放軍が台湾を侵攻してきた際に国軍が対抗可能な期間は2週間にとどまらない」という考えを立法院で述べた[204]。
- 10月4日 - 高雄市と「イクレイ」（ICLEI）共催の「エコモビリティ世界フェスティバル」の最終日に、先進的な都市交通の実現を目指す「高雄宣言」が採択された[205]。
- 10月5日
  - 桃園市と宮崎県が友好交流協定を締結[206]。
  - 逸仙小学校前のこま犬の石像2体が破壊された事件で、台湾士林地方法院が元台北市議の男ら2人に懲役5カ月、別の男2人に懲役4カ月の判決[207]。
- 10月8日 - 台北101で10日の国慶節を祝うライトアップが始まった[208]。
- 10月10日 - 独台新社や公投護台湾連盟のメンバーらが、総統府付近で中華民国の「葬式」に見立てたパフォーマンス[209]。
- 10月11日 - 機密漏えい教唆罪などで私人訴追された馬英九に関して、台湾高裁が原告の控訴を棄却し無罪とした[210]。
- 10月13日 - チャイナエアラインの旅客機CI-100便が、桃園空港を離陸した後、飛行中に警告灯が点灯したため、作業手順書に従って桃園空港に引き返した[211]。
- 10月16日 - 苗栗市で、Uターン起業の青年を対象にしたアイデアワークショップの成果発表会が開催された[212]。
- 10月18日 - 台北市でユーリ!!! on ICEを紹介する展覧会「ユーリ!!! on MUSEUM」が開幕[213]。
- 10月19日 - 台北地方法院検察署が、国立政治大学韓国語学科の韓国人教員をセクシャルハラスメント防止法違反で起訴[214]。
- 10月21日 - 台北市の家具街で、キャスター付きの事務用椅子を使ったレースが開催された[215]。
- 10月22日 - 宮崎県の副知事が台湾の飲食業者を訪問し、宮崎牛をアピール[216]。
- 10月23日 - 筑紫台高等学校の教師・生徒ら178人が修学旅行で桃園市の光啓高級中学を訪問[217]。
- 10月24日 - 南投県で、観光バスが山道を下山中に突然コントロールを失って道路脇の木に衝突し、1人が死亡、23人が重軽傷[218]。
- 10月26日 - 行政院長の頼清徳が米国在台湾協会の執行理事と面会[219]。
- 10月28日
  - 金門県でカジノ施設の設置の是非を問う住民投票。開票の結果、賛成2705票に対し反対が2万4368票[220]。
  - 蔡英文が、マーシャル諸島・ツバル・ソロモン諸島の3カ国歴訪に出発[221]。
- 10月29日 - 19時から20時にかけて、台湾鉄道で計3件のトラブルが発生[222]。
- 10月31日 - 立法院が「外国専門人材誘致及び雇用法」を可決[223]。

### 11月
- 11月3日
  - 台北市天主教静修女子高級中学が、卒業できないまま日本に帰国した86歳の日本人女性に卒業証書を授与した[224]。
  - 日本政府による秋の外国人叙勲受章者として、頼浩敏（中国語版）（前司法院長）が旭日大綬章、劉金標（前ジャイアント・マニュファクチャリング董事長）が旭日中綬章を、何春樹（元少年工）が旭日小綬章を受章した[225]。
- 11月4日 - 雲林県で、2020年東京オリンピックに「台湾」名義での出場を求める署名活動[226]。
- 11月5日 - 凱達格蘭大道で史明の数え年100歳を祝うイベントが開催された[227]。
- 11月7日 - 基隆市から北北東に約90カイリの海上で、空軍の新竹基地所属のミラージュ2000戦闘機1機がレーダーから消えた[228]。
- 11月10日 - 台中市市長の林佳龍が、石川県金沢市議会の議長や大分県の副知事とそれぞれ面会し、2018台中フローラ 世界博覧会をPR[229]。
- 11月11日 - 花蓮港にオベーション・オブ・ザ・シーズが寄港し、盛大な歓迎式典が行われた[230]。
- 11月12日 - 「夢のおいしいパン」をテーマとして台湾全土の小学生向けに開催された絵画コンテストの表彰式が高雄市で行われた[231]。
- 11月14日 - 台北市で「総統文化賞」の授賞式[232]。
- 11月15日 - 東日本旅客鉄道から寄贈された583系特急寝台電車が台北機廠鉄道博物館園区に収蔵された[233]。
- 11月16日 - 台北市で桂文枝が落語会を開いた[234]。
- 11月18日 - 日本と台湾のマスコットキャラクターが相撲で対決するイベントが、桃園市の大渓中正公園相撲場で開催された[235]。
- 11月22日 - 日本台湾交流協会と台湾日本関係協会が「文化交流の協力に関する覚書」を交わした[236][237]。
- 11月23日 - 花蓮県でタロコ族の人々や環境保護団体など約100人が、アジアセメント（亜洲水泥）の石灰石鉱山の採掘権延長撤回と鉱業法改正を求め、鉱山に続く道路を占拠[238]。
- 11月24日 - 屏東県泰武郷に、台湾初のコーヒー取引所が開設[239]。
- 11月26日 - 新北市の文化施設「府中15」がリニューアルオープン[240]。
- 11月27日 - 日本台湾交流協会の台北事務所内で、日本文化を発信する「日本文化センター」が開館[241]。
- 11月30日 - 行政院主計総処が労働力に関する調査結果を発表[242]。

### 12月
- 12月2日 - 台北市の国立台湾博物館で、マリモの特別展示が始まった[243]。2018年2月25日まで。
- 12月6日 - 雲林県虎尾鎮にある踏切で、サトウキビ運搬列車と男性3人乗りのワゴン車が衝突[244]。
- 12月9日 - 桃園発バンコク行きのチャイナエアライン機内で日本人乗客3人が酒を飲んで騒いだりトイレで喫煙などしたため、航空機が離陸してから約30分後に桃園空港に引き返した[245]。
- 12月11日 - 台中市の基地で陸軍航空特戰指揮部が、アメリカ合衆国から購入した軍用ヘリコプター｢ブラックホーク｣突撃部隊の創設式典[246]。
- 12月12日 - 台北市がフェアトレード・タウンに認定され、市長の柯文哲が国際公平貿易組織台湾分会の会長から認定証を受け取った[247]。
- 12月15日 - 野中葵が行政院農業委員会を訪問[248]。
- 12月16日 - 新北市の第12選挙区で、黄国昌の罷免の賛否を問う住民投票[249]。
- 12月17日 - 台中市と高雄市で、大気汚染の改善を政府に訴えるデモ行進が行われた[250]。
- 12月19日 - 台北市で「台日海洋協力対話」の第2回会合が開幕[251]。
- 12月20日 - 台北市で行われた「台日海洋協力対話」の第2回会合が閉幕[252]。海難捜索救助分野の協力強化に関する覚書を締結[253]。
- 12月21日 - 柯文哲の台北市長就任3周年を記念し、台北市政府がミニゲームをインターネットで公開[254]。
- 12月25日 - 立法院長の蘇嘉全が、日本の滝波宏文ら訪問団と面会[255]。
- 12月26日 - 国防部が、2017年の国防報告書を公開し、「戦力防護、沿海決勝、灘岸せん滅」の理念を提示[256]。
- 12月27日 - 行政院長の頼清徳が、少子化問題に対処するために私立幼稚園の保育料を公立に合わせる計画を明らかにした[257]。
- 12月28日 - 行政院の報道官が記者会見で、台湾第4原子力発電所の稼働は「絶対にあり得ない」と述べた[258]。
- 12月29日 - 桃園市の国家中山科学研究院で開かれた年末の記者会見で、中華民国総統の蔡英文が「防衛を他国に頼るのではなく、自身の能力を向上させる必要がある」と述べた[259]。
- 12月30日 - 内政部が、2017年1月から11月までの出入国者数を発表[260]。
- 12月31日 - イラストの誤植が見つかったパスポート55万冊について、刷り直しでなくシールを貼る形式で対処すると明らかにした[261]。

## 周年
- 1月5日 - 台湾高速鉄道の開業から10年[262]。
- 2月28日 - 二・二八事件から70年[263]。
- 3月8日 - 台湾資生堂の設立から60年[264]。
- 3月10日 - 霞会館が台北駐日経済文化代表処代表公邸の庭園にヒカンザクラの苗木3本を植樹してから10年[265]。
- 3月13日 - 弁護士の湯徳章（日本名：坂井徳章）が二二八事件での没後50年。2014年からは毎年この日が「台南市正義と勇気に記念日」とされている[266]。
- 3月28日 - 台北捷運淡水線の開業から20年[267]。
- 3月29日 - メイデイの結成後初のパフォーマンスから20年[268]。
- 3月31日 - 台中駅二代目駅舎の完成から100年[269]。
- 6月17日 - 台南市の台南公園が開園してから100年[270]。
- 6月29日 - エドワード・ヤン（映画監督）没後10年[271]。
- 7月12日 - パラグアイとの国交樹立から60年[272]。
- 7月15日 - 戒厳令解除から30年[273]。
- 10月6日 - 台湾カゴメの創設から50年[274]。
- 11月1日 - 花蓮県、元々「璞石閣」だった地名が「玉里」に改名されて100年[275]。

## 死去
- 3月8日 - 李元簇、元副総統（* 1923年）
- 3月26日 - 鄭問、漫画家（* 1958年）
- 3月29日 - 劉慕沙（中国語版）、翻訳家（* 1935年）[276]
- 5月15日 - ジューガーリャン（中国語版、英語版）、コメディアン（* 1946年）[277]
- 6月10日 - チー・ポーリン（中国語版、英語版）、映画監督（* 1964年）[278]
- 7月17日 - 蔡焜燦、実業家（* 1927年）
- 7月18日 - 呉清友（中国語版）、実業家（* 1950年）[279]
- 8月22日 - 賈彦文、カトリック大司教（* 1925年）